# Zipoetopsis
Zipoetopsis is een kevergeslacht uit de familie van de boktorren (Cerambycidae). De wetenschappelijke naam van het geslacht werd voor het eerst geldig gepubliceerd in 1950 door Breuning.

## Soorten
Zipoetopsis omvat de volgende soorten:
- Zipoetopsis dissimilis Galileo & Martins, 1995
- Zipoetopsis unicolor Breuning, 1950